# Свято-Троицкий храм (Старый Оскол)
Свято-Троицкий храм — православный храм в городе Старом Осколе Белгородской области.

## История
Свято-Троицкий храм в Стрелецкой слободе является самым древним из сохранившихся православных храмов в Старооскольском крае. На охранной доске, установленной на фасаде храма в 1950-е годы, сообщалось, что Троицкая церковь — памятник архитектуры и охраняется государством. Проставлена и дата постройки храма — 1730 год.
В «Истории Белгородской епархии» указан год освящения епископом Белгородским Порфирием (Крайским) каменной Троицкой церкви в слободе Стрелецкой Старооскольского уезда — 1764.
В 1823 и 1826 годах к храму были пристроены приделы в честь Казанской Божией Матери и святителя Николая Чудотворца. В храме отразились разные архитектурные эпохи: первоначальный вид выполнен в стиле барокко, пристройки — в стиле позднего классицизма. Иконостас сделан из резного дерева, позолоченный, также в стиле провинциального барокко с заглубленным трёхчастным центром. В 1858 году к храму были пристроены с севера, юга и востока новые помещения. С запада — тосканский четырёхколонный портик. Первоначальные скульптуры на фасадах были заменены в 1930-е годы на гипсовые.
Рядом с храмом в первой половине XIX века была возведена часовня в честь Казанской иконы Божией Матери. В советское время она использовалась как склад, а в 1994 году отремонтирована на средства прихожан. В 1995 году часовня признана памятником истории и культуры.
Предположительно во второй половине XIX века возле Свято-Троицкого храма была возведена церковно-приходская школа. О ней упоминается в «Справочной тетради о церквах Курской епархии за 1898 год». Древнейшей святыней Свято-Троицкого храма считалась и поныне остаётся икона Божией Матери «Казанская».
В Справке райисполкомов о действующих молитвенных заведениях по районам области указывается, что церковь слободы Стрелецкой Пушкарского сельсовета на сентябрь 1940 года является бездействующей.
Богослужения в храме возобновились в июле 1942 года, сразу после начала немецкой оккупации Старого Оскола. В феврале 1943 года во время боевых действий при освобождении Стрелецкой слободы купол храма был сильно повреждён.
В 1959—1964 годах обострилось противостояние прихода и советской власти за Свято-Троицкий храм. С храма сняли охранную доску: старинную Свято-Троицкую церковь вычеркнули из списков памятников архитектуры. В 1962 году за нарушения советского законодательства были сняты церковнослужители, и храм оказался бездействующим. Но 24 сентября 1964 года Совет по делам РПЦ при Совете Министров СССР отказал горсовету в закрытии и снятия религиозного общества Свято-Троицкого храма с регистрации на основании большого количества писем верующих жителей слободы.
В 1990-е годы храм был отремонтирован. С 1996 года при храме действует воскресная школа, работает библиотека. 2 января 2000 года архиепископ Белгородский и Старооскольский Иоанн совершил освящение храма и трёх его престолов. В 2003 году начата большая работа по внутренней росписи храма. К 2005 году обновлена роспись стен и сводов.
В 2005 году к 275-летию храма была заменена кровля колокольни и главного купола, замощен двор.

## Памятник архитектуры
Статус памятника архитектуры подтверждён 12 марта 1995 года.

## Духовенство
- Настоятель храма — протиерей Андрей Филатов[5]

## Святыни
- Казанская икона Божией Матери[6]